# Абдулла ибн Хузайфа
Абдулла ибн Хузайфа ас-Сахми (араб. عبد الله بن حذافة السهمي‎, Abd Allāh ibn Ḥudhāfa al-Sahmī; умер 653) — видный сподвижник исламского пророка Мухаммеда. Он наиболее известен в исламской традиции своей ролью дипломата, который передал письмо от Мухаммеда Хосрову II Парвизу, царю Персии, а также своим заключением и пытками от Ираклия, византийского императора.

## В эпоху пророка Мухаммеда

### Письмо Хосрову II
Абдалла бин Хузафа аль-Сахми отнес письмо Хосрову II Парвезу, императору империи Сасанидов (Персия). Когда Абдулла вошёл в королевство, Хосров II послал своего посланника, чтобы забрать у него письмо, но Абдулла отказался, сказав, что Мухаммед приказал ему представить письмо только королю, и он не собирается нарушать указания Мухаммеда. Хосров II был в ярости от письма, разорвав его в клочья. Когда Мухаммед услышал, что Хосров II разорвал его письмо, он вознёс молитву, чтобы Аллах разорвал его королевство. Хосров II послал пару солдат, чтобы арестовать Мухаммеда и привести его к себе. Как только солдаты достигли Медины, Мухаммеду было сообщено Божественным Откровением, что Парвиз, император Персии, был убит своим собственным сыном, о чём Мухаммед рассказал солдатам.

### Руководитель экспедиции
Мусульманские учёные говорят, что, согласно хадису Кутуб ас-ситта и Тафсиру Ибн Касира, сура 4. Женщины, 59-й аят был ниспослан по поводу инцидента с сахабом Абдуллой ибн Хузафой. Однажды Мухаммад послал его в качестве военачальника некоторых сахабов, по дороге он пришел в ярость и приказал им сделать кольца огня и броситься в него. Однако, имам Асакир Зухри сказал, что Абдулла был юмористическим человеком. Он отдал этот приказ в шутку. Вернувшись из похода, исламский пророк Мухаммад сказал, что повиновение лидеру является ваджибом только в тех делах, которые разрешил Аллах.

## В эпоху халифа Умара
В 639 году (19 год по хиджре), во время правления Второго праведного халифа Умара ибн аль-Хаттаб, он послал армию в Рим. Там Ираклий I, император Византийской империи, попытался обратить Абдуллу в христианство с помощью подкупа и пыток, но Абдулла отказался отречься. Ираклий I пытался применять всевозможные пытки, например, варить других сахабов перед ним. Он пытался отправить проститутку в камеру Абдуллу, но его твердая вера в ислам заставила его бегать по камере, чтобы уйти от женщины. В конце концов ей стало скучно, и она сдалась. Затем Ираклий попытался напугать его, приказав своим солдатам стрелять в него стрелами, но не бить его. Опять же, это не смутило Абдуллу ибн Хузайфу. Когда Ираклий I варил других сахабов перед Абдуллой, Абдулла начал плакать. Ираклий подумал, что он наконец-то сломал его, и издевался над ним. Абдулла затем заявил, что он не плакал от страха, а плакал от того, что знал, что может умереть только один раз, и заявил, что хотел бы быть благословленным 1000 жизней, чтобы умереть таким же образом, из-за силы своей веры в ислам. После всего этого Ираклий I попытался сделать последнюю попытку. Он сказал Абдулле: «Если ты поцелуешь мою голову, я отпущу тебя». Абдулла отказался и сказал: «Я не позволю тебе поцеловать мою голову». Тогда Ираклий сказал: «Поцелуй меня в лоб, и я отпущу 60 сахабов и тебя». Абдулла отказался. Это продолжалось до тех пор, пока Ираклий не сказал: «Поцелуй меня в лоб, и я отпущу 300 сахабов». Абдулла согласился.
Абдалла и сахабы были освобождены и вернулись в мусульманские земли. Когда по всей стране распространился слух о храбрости Абдуллы, исламский халиф Умар ибн аль-Хаттаб приказал всем мусульманам поцеловать лоб Абдуллу ибн Хузафы аль-Сахми и первым поцеловал его в лоб.

## Смерть
Он умер в Египте в 653 году (33 год по хиджре) во время правления Третьего праведного халифа халифата Усмана ибн Аффана.